# Salga
Salga es una freguesia portuguesa perteneciente al municipio de Nordeste, situado en la isla de São Miguel, Región Autónoma de Azores. Posee un área de 8,55 km² y una población total de 550 habitantes (2001). La densidad poblacional asciende a 64,3 hab/km². Se encuentra a una latitud de 37°51' N y una longitud 25°18' O. La freguesia se encuentra a 1 m s. n. m. Fue creada el 15 de septiembre de 1980 en los territorios que antes pertenecían a la freguesia de Achadinha.
- Datos: Q1997931
- Multimedia: Salga (Nordeste) / Q1997931

1. ↑  Worldpostalcodes.org,código postal n.º 9630-282.